# Lúcio Ignácio Baumgaertner
Lúcio Ignácio Baumgaertner (* 2. September 1931 in Farroupilha, Rio Grande do Sul; † 1. April 2023 in Cascavel, Paraná) war ein brasilianischer Geistlicher und römisch-katholischer Erzbischof von Cascavel.

## Leben
Lúcio Ignácio Baumgaertner besuchte das Kleine Seminar Nossa Senhora Aparecida in Caxias do Sul. Anschließend studierte er Philosophie am Priesterseminar Imaculada Conceição in São Leopoldo sowie Katholische Theologie an den zentralen Priesterseminaren in São Leopoldo und in Viamão. Am 1. Dezember 1957 empfing Baumgaertner in Bento Gonçalves das Sakrament der Priesterweihe für das Bistum Caxias do Sul. Nach weiterführenden Studien erwarb er Lizenziate in den Fächern Philosophie, Pädagogik, Berufsberatung und Rechtswissenschaft.
Baumgaertner war zunächst als Pfarrvikar der Pfarrei Nossa Senhora de Lourdes in Caxias do Sul tätig. Von 1959 bis 1961 unterrichtete er am Kleinen Seminar Nossa Senhora Aparecida in Caxias do Sul, bevor er Pfarrer der Pfarrei São Domingos in Torres wurde. Von 1965 bis 1970 war er Rektor des Kleinen Seminars Nossa Senhora Aparecida in Caxias do Sul, Kooperator an der Kathedrale Santa Teresa in Caxias do Sul sowie Verantwortlicher für die Familien- und Jugendpastoral. Nachdem Baumgaertner 1982 kurzzeitig als Pfarrer der Pfarrei Santo Antônio in Caxias do Sul gewirkt hatte, wurde er im selben Jahr Pfarrer der Pfarrei Santo Antônio in Bento Gonçalves. Daneben lehrte er an der Universidade de Caxias do Sul.
Papst Johannes Paul II. ernannte ihn am 2. Juli 1983 zum Bischof von Toledo. Der emeritierte Bischof von Caxias do Sul, Benedito Zorzi, spendete ihm am 12. Oktober desselben Jahres in Farroupilha die Bischofsweihe; Mitkonsekratoren waren Nei Paulo Moretto, Bischof von Caxias do Sul, und Armando Círio OSI, Erzbischof von Cascavel. Sein Wahlspruch Ut vitam habeant („Damit sie das Leben haben“) stammt aus Joh 10,10 . Am 20. November 1983 fand die Amtseinführung in Toledo statt.
Am 27. Dezember 1995 bestellte ihn Johannes Paul II. zum Erzbischof von Cascavel. 1996 wurde ihm die Ehrenbürgerwürde der Stadt Toledo verliehen. Von 2002 bis 2007 fungierte Baumgaertner zudem als Präsident der Region Sul 2 der Brasilianischen Bischofskonferenz.
Papst Benedikt XVI. nahm am 31. Oktober 2007 sein altersbedingtes Rücktrittsgesuch an. Danach war Baumgaertner weiterhin als Seelsorger in Cascavel tätig. Er starb Anfang April 2023 in der Poliklinik von Cascavel im Alter von 91 Jahren an einer Atemwegserkrankung und wurde auf den Zentralfriedhof von Cascavel beigesetzt.